# Koninklijke Nederlandse Federatie van Muziekverenigingen
De Koninklijke Nederlandse Federatie van Muziekverenigingen (KNFM) was, naast de Nederlandse Federatie van Christelijke Muziekbonden (NFCM) en de Federatie van Katholieke Muziekbonden in Nederland (FKM), een belangenorganisatie voor blaasmuziek (HaFaBra: harmonie, fanfare, brassband), slagwerkmuziek (slagwerkensembles, drum- en showbands) en showdans (o.a. majorettes). Het doel van de KNFM was het bevorderen van de amateurmuziekbeoefening en daaraan verwante vormen van amateurkunstbeoefening.
Samen met de FKM gaf de KNFM vanaf 2003 voor haar leden een maandblad uit met de titel Music & Show.
Op 1 januari 2014 fuseerden de KNFM en de Verenigde Nederlandse Muziekbonden (VNM) tot één landelijke overkoepelende muziekorganisatie voor Nederland, de Koninklijke Nederlandse Muziek Organisatie (KNMO).